# 柳橋石牌坊
柳橋石牌坊（旌表呂候氏節孝坊）位於四川省廣元縣柳橋公社，文物遺址年代判定為清。1980年7月7日列為四川省重新確定公布的第一批省級文物保護單位。
碑文記載：節婦呂候氏系邑國學生大用公之室女，邑庠生應麟公之妻，邑國學生恆文之母。守節三十年。於嘉慶一十四年奉敕建坊。告龍飛嘉慶二十有四年四月榖旦立。
石牌坊（元壩區）保護範圍：東至廣旺公路右側路基，南至保護標誌牌，西至廣普鐵路右側路基，北至呂林先自留地南側地界。